# Римская Швейцария
Римская Швейцария — современное название территории Швейцарской конфедерации в период древнеримской власти.  
Эпоха римского владычества колонией, на территории современной Швейцарии, со времени покорения живших здесь племён до изгнания римлян из этой страны (края).

## Швейцария до завоевания римлянами
С древних времён Швейцарское плато — область, окружённая Альпами с юга и востока, Женевским озером и рекой Роной с запада и Рейном с севера — было населено кельтскими племенами. Запад Швейцарии был населён гельветами, восток — ретами, вероятно, родственными этрускам. Северо-запад, область современного Базеля, заселяли раураки, аллоброги жили вокруг Женевского озера, нантуаты и седуны — в области кантона Вале.
Гельветы, самое многочисленное племя, были земледельцами и скотоводами; они жили по деревням и городам и делились на множество племён, образовавших своего рода аристократические республики. У них уже существовала письменность, принесённая из Греции; из металлов они знали железо и золото, из которого они чеканили монету. Религия их была близка к религии других кельтов.
Из существовавших уже в то время городов известны: наиболее значительный Авентикум (Aventicum, ныне Аванш в кантоне Во) — столица, Женева, Лаузониум (Lausonium, Лозанна), Салодурум (Salodurum, Золотурн), Виндонисса (Vindonissa, Виндиш в Аргау), Турикум (Turicum, Цюрих), Витудурум (Vitudurum, Винтертур) и другие.

## Завоевание римлянами

### Первые битвы
Первая территория современной Швейцарии, завоёванная римлянами, находилась на юге Тичино и была захвачена римлянами после победы над кельтским племенем инсубров в 222 году до н. э. Территория аллоброгов вокруг Женевы оказалась под властью Рима в 121 году до н. э. и отошла в состав провинции Нарбонской Галлии.
Первое важное соприкосновение швейцарских гельветов с римлянами имело место в 107 году до н. э., когда племя тигуринов присоединилось к кимврам и тевтонам и сделало набег на Южную Галлию, где на берегах Гаронны нанесло римлянам тяжёлое поражение.

### Поражение гельветов
Судьбы Галлии и западнокельтских народов в целом коренным образом изменило римское завоевание, связанное с именем Гая Юлия Цезаря, консула 59 года до н. э. и затем проконсула южногалльской Нарбонской провинции. Успех вторжения римлян был в значительной степени предопределён отсутствием единства среди галльских племён, многие из которых по политическим, экономическим и военным причинам искали поддержки Рима.
Поводом для вторжения явилось давно вынашиваемое и осуществлённое в 58 году до н. э. намерение племени гельветов в полном составе покинуть свои территории у истоков Роны и переселиться к берегам Атлантического океана. Причиной этого было всё усиливающееся давление на них германского племени свевов, которое уже не раз понуждало их к миграциям. Вмешательство Рима объяснялось как опасностью пропуска через недавно замиренные северные районы Нарбонской провинции огромной вооружённой массы, так и нежеланием допускать германцев до территорий, откуда они смогли бы непосредственно угрожать североиталийским местностям.
Число переселенцев определяли в 265 000 душ, к которым присоединились 95 000 человек из других племён. Вся эта масса, состоявшая из мужчин и женщин, стариков и детей, свободных и рабов, со скотом, с запасами провианта, уничтожив за собой города и деревни, собралась у Женевского озера. Цезарь помешал им переправиться через Рону, затем нанёс им жестокое поражение при городе Бибракте (ныне Отен, Autun) и заставил вернуться в Гельвецию. Опасаясь больше германцев, чем гельветов, римляне смотрели на последних как на буфер против первых, и потому Юлий Цезарь признал их союзниками (федератами) Рима и сохранил их самостоятельность.

### Завоевание Альп
Попытки Цезаря установить контроль над перевалом Сен-Бернар в 57 году до н. э. столкнулись с сильным сопротивлением со стороны местного кельтского племени варагров. Более согласованные и успешные действия по завоеванию транспортных путей через Альпы были осуществлены преемником Цезаря — Октавианом Августом.
В 15 году до н. э. римское войско под командованием Децима Клавдия Нерона переходит Альпы, устанавливает контроль над восточной и центральной Швейцарией и пересекает Рейн.

## Римская Швейцария
История Швейцарии в период от Октавиана Августа до 260 года н. э. — это эпоха мира и исключительного благосостояния края. Pax Romana гарантировал надёжную защиту дальних границ и мирную интеграцию населения в состав империи. Урбанизация римлянами Швейцарии оставила после себя многочисленные поселения и сеть прекрасных дорог, обеспечив быстрое сообщение внутри страны и империи, что позволило надёжно интегрироваться Гельвеции в имперскую экономику. Помимо торгового развития страны и городов римлянами была привнесена высокоразвитая культура и вместе с ней распространились латинский язык и римская религия.

### Римские поселения

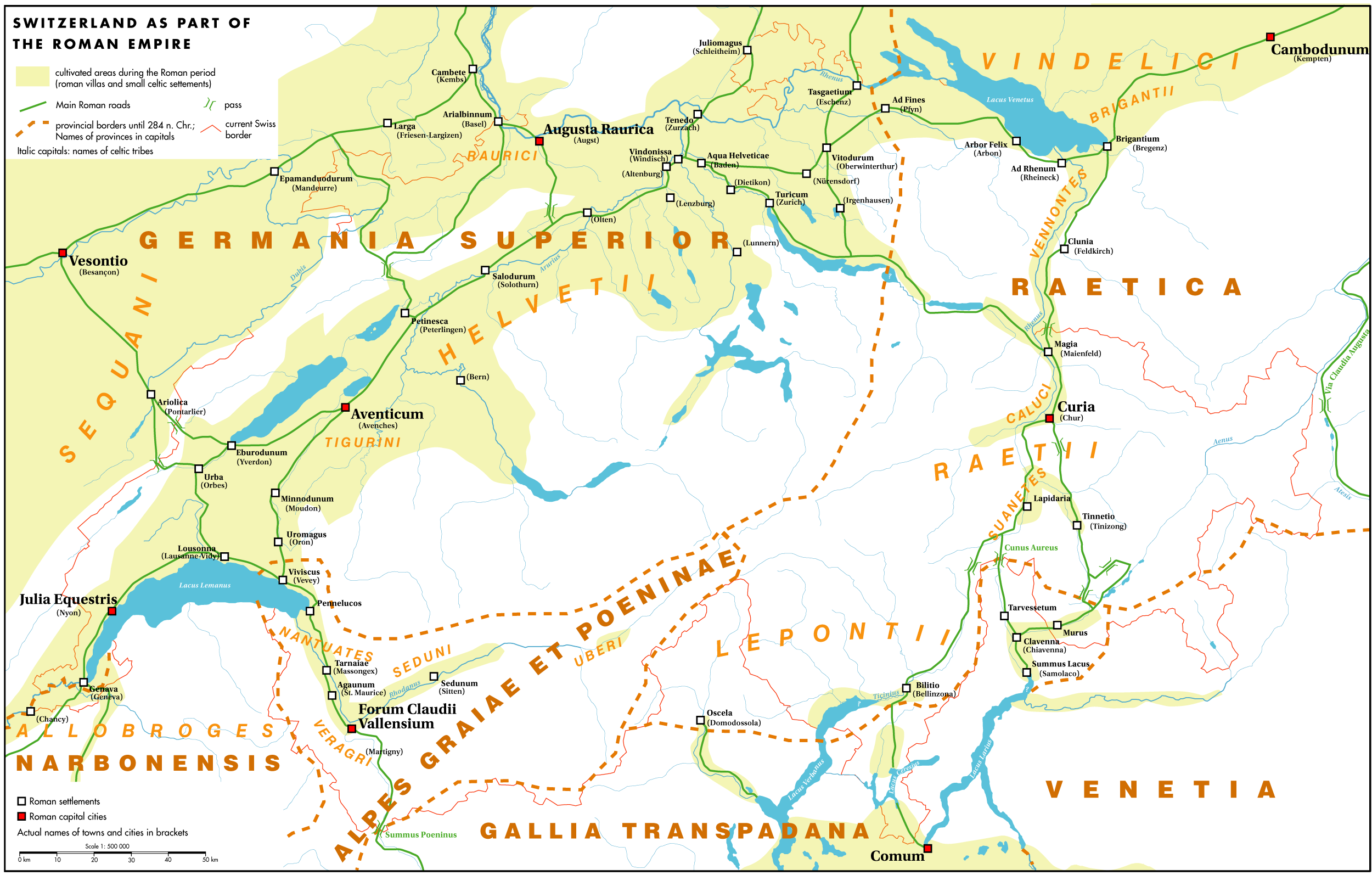
Границы и поселения на территории Швейцарии в 90—284 годах

Несмотря на сильное присутствие римлян в альпийских регионах, где контроль за обеспечением безопасного соединения юг-север играл критическую роль, реальная романизация швейцарского плато задержалась на несколько десятилетий после установления господства Рима. Основными и главными поселениями Рима на территории Швейцарии были римские лагеря Новиодунум (Ньон), Авентикум (Аванш), Августа-Раурика (Аугст) и Виндонисса (Виндиш).
Авентикум являлся столицей Гельвеции с момента основания города до первого столетия н. э. С 40-х годов н. э., благодаря торговым путям, проложенным Клавдием и проходящим через перевал Сен-Бернар, город быстро развивался и в 72 году н. э. получил официальный статус столицы колонии. Вероятное возвышение города связывают также с участием Веспасиана, который жил некоторое время в этом городе и хотел улучшить контроль над краем за счёт размещения поселения ветеранов (события 69 года) в данной области.

### Религия
Ещё во время господства римлян в Гельвецию начало проникать христианство (Беат — проповедник в Бернском Оберланде, Луций — в Реции); возникли кое-где монастыри, появилась целая церковная организация с собственными (местными) епископами. С III века н. э. римское господство в Гельвеции начало клониться к упадку под натиском германцев.

## Закат и упадок римской цивилизации в Швейцарии
В 264 году в Гельвецию вторглись алеманны; они разрушили Авентикум, который после того не мог более подняться и потерял всякое значение. В IV веке, вследствие потери земель на правом берегу Рейна, Гельвеция приобрела для Рима особое значение; в ней стали строить новые крепости и разбивать лагеря, но всё было напрасно. В 406—407 годах восточную Швейцарию завоевали алеманны; в 470 году западная Швейцария подпала под власть бургундов. И те, и другие в то время были варварами, а первые притом язычниками. Алеманны успели почти совершенно уничтожить следы римского влияния (в том числе христианство) и уже романизованные области совершенно германизировать. Именно они более всего могут считаться предками нынешних обитателей немецкой Швейцарии; примесь кельтских и романских элементов там сравнительно слаба. И в позднейшие времена, когда значительная часть Европы, и Германия в том числе, реципировала римское право, право немецкой Швейцарии подверглось римскому влиянию лишь в весьма слабой степени и поныне носит гораздо более чистый германский характер, чем право самой Германии. Бургундам в гораздо меньшей степени удалось подчинить завоёванную ими часть Гельвеции своему влиянию, и потому западная Швейцария осталась романской. Точно так же юго-восток (нынешний кантон Граубюнден), попавший под власть остготов, сохранил свой ретороманский язык и отчасти римскую культуру, как и Тичино, который в последующую лангобардскую эпоху в ещё большей степени подчинился римским влияниям. Таким образом, в этническом или, скорее, лингвистическом отношении Швейцария уже в V веке была разделена на те же три или четыре группы, что и теперь, и даже границы между ними, определённые горами и реками, были почти те же, что и ныне. Эти группы сохраняли свои культурные связи с соседними политическими единицами; развитие у них кельто-романских наречий шло параллельно с развитием языков французского и итальянского.